# 가시와자키시
가시와자키시(일본어: 柏崎市)는 일본 니가타현에 있는 동해와 접한 시이다.
니가타현에서는 6번째 인구이며 가리와 지구, 가시와자키 지역 광역권의 중심지로 국가·현의 파견 기관도 많이 놓여 있다. 또 관광 자원도 풍부하고 시의 일부는 사도야히코요네야마 국립공원으로 지정되어 있다. 2007년 니가타현 주에쓰 해역 지진 때는 최대 진도 6을 기록하는 등 큰 피해를 입었다.

## 지리
니가타현 해안가의 거의 한가운데에 위치하고 요네산·구로히메산·하치코쿠 등 가리와 3산으로 둘러싸인 가리와평야에 위치한다. 중심 시가지는 사구 위에 발달해 있다. 벼농사가 활발해 시가지에서 멀어지면 논과 밭이 펼쳐져 있다.

## 인접하는 자치체
- 산토군 이즈모자키정
- 가리와군 가리와촌
- 나가오카시
- 도카마치시
- 조에쓰시

## 역사
- 1889년 4월 1일 - 정촌제 시행으로 가리와군 가시와자키정이 성립하였다.
- 1940년 7월 1일 - 가시와자키정이 시로 승격해 가시와자키시가 되었다.
- 1968년 11월 1일 - 가리와군 구로히메촌을 편입하였다.
- 1971년 5월 1일 - 가리와군 기타조정을 편입하였다.
- 1989년 4월 1일 - 나카쿠비키군 가키자키정의 일부를 편입하였다.
- 2005년 5월 1일 - 가리와군 니시야마정과 다카야나기정을 편입하였다.
- 2007년 7월 16일 - 가시와자키 앞바다를 진원으로 하는 니가타현 주에쓰 해역 지진이 발생해 시내 니시야마정에서 진도 6을 기록했다.

## 교통

### 철도
- 동일본 여객철도
  - 신에쓰 본선
  - 에치고선

### 도로
- 호쿠리쿠 자동차도
- 국도 8호선
- 국도 116호선
- 국도 252호선
- 국도 291호선
- 국도 352호선
- 국도 353호선
- 국도 460호선

## 인구
| 연도 | 인구    | ±%     |
| ---- | ------- | ------ |
| 1960 | 108,331 | —      |
| 1970 | 94,990  | −12.3% |
| 1980 | 95,892  | +0.9%  |
| 1990 | 99,265  | +3.5%  |
| 2000 | 97,896  | −1.4%  |
| 2010 | 91,451  | −6.6%  |

## 기후
| 가시와자키시의 기후                                          | 가시와자키시의 기후 | 가시와자키시의 기후 | 가시와자키시의 기후 | 가시와자키시의 기후 | 가시와자키시의 기후 | 가시와자키시의 기후 | 가시와자키시의 기후 | 가시와자키시의 기후 | 가시와자키시의 기후 | 가시와자키시의 기후 | 가시와자키시의 기후 | 가시와자키시의 기후 | 가시와자키시의 기후 |
| 월                                                           | 1월                 | 2월                 | 3월                 | 4월                 | 5월                 | 6월                 | 7월                 | 8월                 | 9월                 | 10월                | 11월                | 12월                | 연간                |
| ------------------------------------------------------------ | ------------------- | ------------------- | ------------------- | ------------------- | ------------------- | ------------------- | ------------------- | ------------------- | ------------------- | ------------------- | ------------------- | ------------------- | ------------------- |
| 역대 최고 기온 °C (°F)                                       | 18.0 (64.4)         | 22.6 (72.7)         | 23.9 (75.0)         | 30.8 (87.4)         | 32.6 (90.7)         | 34.6 (94.3)         | 37.0 (98.6)         | 38.8 (101.8)        | 37.0 (98.6)         | 35.1 (95.2)         | 27.1 (80.8)         | 22.4 (72.3)         | 38.8 (101.8)        |
| 일평균 최고 기온 °C (°F)                                     | 6.3 (43.3)          | 6.7 (44.1)          | 10.1 (50.2)         | 15.9 (60.6)         | 21.1 (70.0)         | 24.3 (75.7)         | 28.3 (82.9)         | 30.1 (86.2)         | 26.3 (79.3)         | 20.8 (69.4)         | 15.1 (59.2)         | 9.4 (48.9)          | 17.9 (64.2)         |
| 일일 평균 기온 °C (°F)                                       | 3.0 (37.4)          | 2.9 (37.2)          | 5.5 (41.9)          | 10.8 (51.4)         | 16.1 (61.0)         | 20.2 (68.4)         | 24.3 (75.7)         | 25.7 (78.3)         | 21.7 (71.1)         | 15.9 (60.6)         | 10.2 (50.4)         | 5.5 (41.9)          | 13.5 (56.3)         |
| 일평균 최저 기온 °C (°F)                                     | −0.2 (31.6)         | −0.8 (30.6)         | 1.0 (33.8)          | 5.4 (41.7)          | 11.1 (52.0)         | 16.3 (61.3)         | 20.9 (69.6)         | 21.7 (71.1)         | 17.7 (63.9)         | 11.6 (52.9)         | 5.8 (42.4)          | 1.9 (35.4)          | 9.4 (48.9)          |
| 역대 최저 기온 °C (°F)                                       | −9.9 (14.2)         | −11.3 (11.7)        | −8.7 (16.3)         | −5.2 (22.6)         | 2.8 (37.0)          | 7.9 (46.2)          | 12.7 (54.9)         | 13.5 (56.3)         | 6.9 (44.4)          | 2.0 (35.6)          | −1.9 (28.6)         | −8.1 (17.4)         | −11.3 (11.7)        |
| 평균 강수량 mm (인치)                                        | 288.4 (11.35)       | 169.3 (6.67)        | 148.6 (5.85)        | 109.1 (4.30)        | 100.9 (3.97)        | 140.6 (5.54)        | 221.5 (8.72)        | 176.4 (6.94)        | 180.5 (7.11)        | 198.7 (7.82)        | 321.0 (12.64)       | 356.2 (14.02)       | 2,411.3 (94.93)     |
| 평균 강설량 cm (인치)                                        | 123 (48)            | 108 (43)            | 24 (9.4)            | 1 (0.4)             | 0 (0)               | 0 (0)               | 0 (0)               | 0 (0)               | 0 (0)               | 0 (0)               | 0 (0)               | 34 (13)             | 290 (114)           |
| 평균 강수일수 (≥ 1.0 mm)                                     | 25.7                | 20.3                | 18.5                | 13.0                | 10.8                | 11.1                | 13.4                | 11.3                | 13.9                | 15.0                | 20.1                | 24.5                | 197.6               |
| 평균 강설일수 (≥ 3 cm)                                       | 11.7                | 11.0                | 2.7                 | 0.1                 | 0                   | 0                   | 0                   | 0                   | 0                   | 0                   | 0                   | 3.9                 | 29.4                |
| 평균 월간 일조시간                                           | 38.9                | 63.9                | 126.1               | 184.1               | 212.4               | 170.6               | 167.2               | 216.1               | 147.9               | 133.1               | 91.5                | 52.5                | 1,601.6             |
| 출처: 일본 기상청 (평년값: 1991년~2020년, 극값: 1978년~현재) |                     |                     |                     |                     |                     |                     |                     |                     |                     |                     |                     |                     |                     |